# Conistra glabroides
Conistra glabroides är en fjärilsart som beskrevs av Fuchs 1901. Conistra glabroides ingår i släktet Conistra och familjen nattflyn. Inga underarter finns listade i Catalogue of Life.